# Монпуйян, Арман-Номпар де Комон
Арман-Номпар де Комон (фр. Armand-Nompar de Caumont; 8 июня 1616, Кюньяк — 16 мая 1701, Гаага), маркиз де Монпуйян — французский и нидерландский генерал.

## Биография
Сын Анри-Номпара де Комона, герцога де Лафорса, и Маргерит д’Эскодека. Его восприемниками при крещении был Франсуа де Комон, маркиз де Кастельморон, его дядя, и Шарлотта де Комон-Лафорс, двоюродная сестра
Был зачислен лейтенантом в полк своего дяди Жана-Жакоба де Комона, маркиза де Тоннена, при его формировании 27 марта 1630. 11 января 1631 полк был распущен, но уже 8 июля восстановлен. Монпуйян, получивший там роту, в 1632 году служил в Лангедоке под командованием маршалов Витри и Шатийона, а в 1633-м в войсках своего деда маршала Лафорса участвовал в осаде Эпиналя.
В 1634 году был при взятии Хагенау, Саверна, Люневиля, Бича и Ла-Мота, и оказании помощи Гейдельбергу и Филиппсбургу. В 1635 году участвовал в бою при Флеше, взятии Шпайера и Водемона, в 1636 году в осаде Доля. В следующем году был переведен в Гиень, где участвовал в бою при Ла-Совта (la Sauvetat), взятии этой крепости и Бержерака. В 1638 году был в бою на переправе через Бидассоа, взятии крепости Фигуэр и осаде Фонтарабии, в 1639-м участвовал во взятии Сальса, Кане и Тантавеля.
В 1641 году участвовал в осаде Эльна в Руссильоне и в том же году был переведен в Каталонскую армию графа де Ламот-Уданкура. Находился при штурме Тамарита и помощи Альменасу, осаду которого испанцам пришлось снять. В 1642 году сражался в боях 19 января, 24 и 31 марта, при деблокировании Лериды, осаду которой испанцы сняли после боя, длившегося с 11 часов утра до ночи; в 1643 году был при оказании помощи Фликсу и Мирабелю. Подполковник (4.07.1643), в конце кампании выступил на помощь Кап-Кьеру, осаду которого испанцам также пришлось снять.
Кампмейстер полка Комона после отставки маркиза де Тоннена (15.04.1644), был в бою при Лериде, где маршал де Ламот был разбит испанцами, после чего остаток кампании французы провели в обороне.
В 1645 году был в армии, прикрывавшей осаду Росаса, при взятии Аграмона, Сент-Оне, битве при Льоренсе, осаде и взятии Балагера, в 1646-м при осаде Лериды, которую пришлось снять в ноябре, в 1647-м при взятии Аже и помощи Константену, в 1648-м при осаде Тортосы.
Батальный сержант (sergent de bataille, 23.02.1649), продолжил службу в Каталонии, где армия держала оборону, помешав испанцам начать осаду Барселоны, а в следующем году прикрывая границу.
Кампмаршал (11.05.1651), 13 мая снова был назначен в Каталонскую армию, служил под началом графа де Маршена, вместе с которым в ноябре примкнул к партии принца Конде и увел с собой часть полка, а затем набрал кавалерийский полк на службу принцу. 23 марта 1653 также получил пехотный полк, но уже в апреле был арестован королевскими войсками в Либурне и отправлен в Блай. Примирившись с двором, он сохранил командование кавалерийским и пехотным полками (31.03.1654).
Генерал-лейтенант армий короля (16.09.1655), закончил кампанию того года под командованием Тюренна. Распустил кавалерийский полк в 1656 году, пехотный 20 июля 1660.
После отмены Нантского эдикта в 1685 году покинул Францию, перебравшись в Голландию, где стал палатным дворянином Вильгельма III Оранского, позднее ставшего королем Англии, генерал-лейтенантом голландской службы и губернатором Нардена.

## Семья
1-я жена (1656): Адриенна де Майерн-Тюрке (ум. 1658), дочь Теодора де Майерн-Тюрке, барона д'Обона, и Изабели Жоашими
2-я жена: Амабль-Виллемина ван Бредероде, дочь Вольфарда ван Бредероде
Дочь:
- N. Муж: английский дворянин по имени Полет из дома герцогов Болтонских, маркизов Винчестера

3-я жена: Грасия Анхелика Тереса де Арасола де Оньяте. Вторым браком в мае 1702 вышла за Марка-Антуана Боса, сеньора дю Буше и де Сервьера, рекетмейстера и интенданта дома герцогини Бургундской